# Milhac-d'Auberoche
Milhac-d'Auberoche foi uma comuna francesa na região administrativa da Nova Aquitânia, no departamento Dordonha. Estendia-se por uma área de 17,38 km². Em 2010 a comuna tinha 554 habitantes (densidade: 31,9 hab./km²).
Em 1 de janeiro de 2017, passou a formar parte da nova comuna de Bassillac et Auberoche.